# Colobothea punctata
Colobothea punctata es una especie de escarabajo longicornio del género Colobothea, categorizada en la tribu Colobotheini, de la subfamilia Lamiinae. Fue descrita por Aurivillius en 1902.

## Descripción
Mide 10-12 mm de longitud.

## Distribución
Se distribuye por Colombia y Perú.